# 公平無私
公平無私とは、自分の利益や主観、感情を判断基準から外し、物事を公平に進めようとすること、およびそのような態度・生き方。初出は『韓詩外伝』。類義語に「虚堂懸鏡」「公正平等」「公明正大」「心地光明」「無私無偏」などがある。

## 概要
人間というものには、「先に手を出したもの勝ち」とか、偏り、えこひいき、仲間外れなどがつきものである。これに対して、差別、不正、独占などを排し、物事を公正に審判し、あるいは偏りなく分け合うことまたはそれらの状況を公平と言うことがある。公平に物事を進めるためには、自分の利益を優先したり、自分の主観で判断することは避けなければならず、このことを指して公平無私と言う。四字熟語としては他に公平至誠というものもある。
例えば、Wikipedia:ウィキペディアは何でないかの中に「批評する場所ではありません。あなたの主観的・個人的感想や評論を書く場ではありません。」という記載がある。この例のように、主観的、個人的意見や感想にとらわれることなく物事を分析し解説する際に求められる立場が「公平無私」であるとも言えるだろう。
経済界の有力者などに、引用される機会の少なくない「公平無私」であるが、実際の社会では、公平（無私）の反意語である不公平という言葉に出会う機会が多い。